# Pearl (album)
Pearl is het laatste studioalbum van de Amerikaanse zangeres Janis Joplin. Het album is opgenomen voor haar overlijden op 4 oktober 1970 en uitgebracht in januari 1971. 

## Muzikanten

### Full Tilt Boogie Band
Dit is het eerste album dat Janis Joplin heeft opgenomen met haar nieuwe begeleidingsband de Full Tilt Boogie Band die bestond uit: 
- Janis Joplin – zang, akoestische gitaar op Me and Bobby McGee
- Richard Bell – piano
- Ken Pearson – orgel
- John Till – elektrische gitaar
- Brad Campbell – basgitaar
- Clark Pierson – drums

### Toegevoegde muzikanten
- Bobby Womack – akoestische gitaar op Trust Me
- Bobbye Hall – conga's, percussie
- Phil Badella, John Cooke, Vince Mitchell – achtergrondzang
- Sandra Crouch – tamboerijn

## Muziek
Janis Joplin stond bekend om haar rauwe, schreeuwerige zang. Hoewel veel zangeressen geprobeerd hebben om haar te imiteren, is haar geluid altijd uniek en herkenbaar gebleven. Haar repertoire varieert op dit album van stevige rock (zoals Move over en Half moon) tot langzame ballads zoals Cry baby en A woman left lonely. Op 1 oktober 1970 heeft ze het maatschappijkritische Mercedes Benz a-capella in de studio gezongen met de bedoeling enkele dagen later de begeleiding toe te voegen. Dat was, drie dagen voor haar overlijden, waarschijnlijk haar laatste opname geweest. Buried in the blues was instrumentaal opgenomen, de zang zou later toegevoegd worden. Ook dat ging niet door vanwege haar overlijden. Dat nummer is instrumentaal op de plaat gezet.
| Nr. | Titel                                           | Duur |
| --- | ----------------------------------------------- | ---- |
| 1.  | Move over (Janis Joplin)                        | 3:44 |
| 2.  | Cry baby (Bert Berns / Jerry Ragovoy)           | 3:58 |
| 3.  | A woman left lonely (Spooner Oldham / Dan Penn) | 3:29 |
| 4.  | Half moon (Johanna Hall / John Hall)            | 3:53 |
| 5.  | Buried alive in the blues (Nick Gravenites)     | 2:27 |

| Nr. | Titel                                                       | Duur |
| --- | ----------------------------------------------------------- | ---- |
| 1.  | My baby (Jerry Ragovoy / Mort Schuman)                      | 3:45 |
| 2.  | Me and Bobby McGee (Fred L. Foster / Kris Kristofferson)    | 4:31 |
| 3.  | Mercedes Benz (Janis Joplin / Mack McClure / Bob Nieuwirth) | 1:47 |
| 4.  | Trust me                                                    | 3:17 |
| 5.  | Get it while you can (Jerry Ragovoy / Mort Schuman)         | 3:23 |

## Album
Dit album is opgenomen tussen 5 september en 4 oktober 1970. De opnames werden abrupt beëindigd doordat Janis stierf aan een overdosis heroïne. De plaat is uitgebracht in januari 1971. Het is geproduceerd door Paul Rothchild, die ook veel heeft gewerkt met The Doors, in samenwerking met de geluidstechnici Phil Macy en Robert Honablue. De hoes is ontworpen en gefotografeerd door Barry Feinstein en Tom Wilkes voor Camouflage Productions. Op de voorzijde zit Janis comfortabel in een luxe stoel, op de achterkant staan de bandleden.
In 1999 is een cd uitgebracht met het album Pearl en vier live-opnames van de Festival Express Tour. Dat was een gezamenlijke treinreis door Canada van onder meer Janis Joplin, Grateful Dead, The Band en The Flying Burrito Brothers in juli 1970. Onderweg werden concerten gegeven. In 2005 verscheen een dubbele cd van het album Pearl. Op de eerste disc stonden de oorspronkelijke albumtracks en zes bonustracks en op de tweede disc  stonden live opnames van Janes Joplin tijdens de Festival Express Tour.

## Ontvangst
Pearl haalde een eerste plaats in de album-hitlijst van de Verenigde Staten, evenals in Nederland. Er werden twee singles uitgebracht van dit album: Me and Bobby McGee (met als B-kant Half Moon) en Cry Baby (B-kant Mercedes Benz). De single Me and Bobby McGee kwam op de eerste plaats van de Amerikaanse Billboard Top 100 en is daar negen weken blijven staan. In Nederland haalde Cry Baby/Mercedes Benz een negentiende plaats en Me and Bobby McGee/Half moon een zeventiende plek in de Top 40.
Dit album kreeg in All Music het maximum aantal van vijf sterren. Recensent Steve Huey schreef in zijn recensie: Pearl's power leaves the listener to wonder what else Joplin could have accomplished, but few artists could ask for a better final statement.

## Externe bron
- All Music